# Трикомо
Трикомо (грч. Τρίκωμο) је насељено место у општини Гребен у периферији Западна Македонија, Грчка. Према попису из 2021. године било је 56 становника.
Према бугарском географу и историчару, Василу Канчову, у Трикому је 1900. године живело 300 Грка. Село се раније звало Залово.